# چت هولمگرن
چت توماس هولمگرن (متولد ۱ مه ۲۰۰۲؛ تلفظ شده ‎/tʃɛt ˈhoʊmɡrən/‎ CHET HOHM-grən) یک بسکتبالیست حرفه ای آمریکایی برای تیم اوکلاهما سیتی تاندر انجمن ملی بسکتبال (NBA) است. او در پست‌های مرکز و پاور فوروارد بازی می‌کند.
هولمگرن در مینیاپولیس، مینه سوتا به دنیا آمد. او با بازی بسکتبال زیر نظر پدرش که یک بازیکن سابق کالج بود بزرگ شد.